# Sabaudia (Italië)
Sabaudia is een gemeente in de Italiaanse provincie Latina (regio Latium) en telt 17.463 inwoners (31-12-2004). De oppervlakte bedraagt 144,3 km², de bevolkingsdichtheid is 113 inwoners per km².
De volgende frazioni maken deel uit van de gemeente: Borgo S. Donato, Borgo Vodice, Bella Farnia, Cerasella, Mezzomonte, Molella, Sacramento, S. Andrea, S. Isidoro, Baia d'Argento.

## Geschiedenis
Benito Mussolini legde de eerste steen voor Sabaudia op 5 augustus 1933. Binnen een jaar, op 15 april 1934, was hij terug om de nieuwe stad in te wijden in de aanwezigheid van ongeveer twintigduizend mensen. Het was de tweede nieuwe stad, na Littoria (het huidige Latina), in het door het fascistische regime ontgonnen deel van de Pontijnse moerassen. 
De competitie voor het stedenbouwkundige plan van de stad werd gewonnen door architecten Cancellotti, Montuori en Scalpelli. Ze stelden voor dat het een belangrijk sportcentrum zou worden, in het bijzonder om de nautische wedstrijden te organiseren die op het meer van Paola zouden plaatsvinden. Bovendien ontwierpen ze de meeste openbare gebouwen.
De eerste inwoners die zich in Sabaudia vestigden, waren kolonisten van Venetiaanse en Friulische origine die door het Comité van Oud-Strijders (uit de Eerste Wereldoorlog) werden geselecteerd.
Het grondgebied van Sabaudia omvat een groot deel van het Nationaal park Circeo, waarvan Sabaudia het administratieve hoofdkantoor is. In de winter van 1944 was Sabaudia ook betrokken bij de militaire operaties na de landing van de Geallieerden op Anzio op 22 januari. Tot de bevrijding, die plaatsvond in mei van hetzelfde jaar, werd het bezet door Duitse troepen.
De stad is vernoemd naar de koninklijke familie van Savoye en geplaatst onder de bescherming van de Santissima Annunziata, patroonheilige van het Huis van Savoye.

## Monumenten en bezienswaardigheden
Het stedenbouwkundige plan en het ontwerp van de grote openbare gebouwen zijn modernistisch van opvatting. Voorbeelden zijn het stadhuis, de Casa del Fascio en het plein met galerij, de kerk van de Santissima Annunziata met zijn doopkapel, het voormalige postkantoor, het voormalige ziekenhuis, het hoofdkantoor van Bosbouwdienst en het gesloopte busstation.
Het Palazzo delle Poste, ontworpen door Angiolo Mazzoni is volledig bedekt met blauwe tegels (de kleur van het Huis van Savoye) en heeft grote ramen, omlijst door een rand in rood Siena-marmer en een elegante kroonlijst. In 2011 werd het aangekocht door de gemeente, en hersteld.
In de Santissima Annunziata-kerk bevindt zich de "koninklijke kapel", die door koningin Elena van Savoye aan de stad is geschonken.
Aan de oevers van het meer van Paola ligt het heiligdom van Santa Maria della Sorresca, daterend uit de 12e eeuw, maar oorspronkelijk gesticht door de Benedictijnen in de 6e eeuw. In het heiligdom bevindt zich het oude houten beeld van de Sorresca. Op de maandag na Pinksteren wordt het in processie terug gebracht vanuit San Felice Circeo.

## Demografie
Sabaudia telt ongeveer 7349 huishoudens. Het aantal inwoners steeg in de periode 1991-2001 met 13,6% volgens cijfers uit de tienjaarlijkse volkstellingen van ISTAT.
| Jaar | Inwoneraantal |
| ---- | ------------- |
| 1991 | 14.280        |
| 2001 | 16.229        |

## Geografie
De gemeente ligt op ongeveer 17 m boven zeeniveau.
Sabaudia grenst aan de volgende gemeenten: Latina, Pontinia, San Felice Circeo, Terracina.
Aprilia · Bassiano · Campodimele · Castelforte · Cisterna di Latina · Cori · Fondi · Formia · Gaeta · Itri · Latina · Lenola · Maenza · Minturno · Monte San Biagio · Norma · Pontinia · Ponza · Priverno · Prossedi · Rocca Massima · Roccagorga · Roccasecca dei Volsci · Sabaudia · San Felice Circeo · Santi Cosma e Damiano · Sermoneta · Sezze · Sonnino · Sperlonga · Spigno Saturnia · Terracina · Ventotene
1. ↑  https://demo.istat.it/?l=it.